# Zimsko vzdrževanje cest
Zimsko vzdrževanje cest  (tudi zimska služba) je del rednega vzdrževanja cest in obsega sklop dejavnosti in opravil, potrebnih za omogočanje prevoznosti cest in varnega prometa v zimskih razmerah. Odvisno je od geografskega položaja, reliefa, nadmorske višine in s tem povezanih klimatskih značilnostih, poseljenosti, obsega in strukture prometa, elementov ceste ter organiziranosti in opremljenosti služb za zimsko vzdrževanje.

## Zgodovina
S povečevanjem omrežja tlakovanih cest in večanjem mest, je postal sneg nadloga za razvijajoči se promet. Spolzke površine so predstavljale nevarnost tako za pešce kot promet. Prvi patenti za pluge so se menda pojavili leta 1840, prvi zapisi o njihovi dejanski uporabi pa leta 1862, ko so v mestu Milwaukee (ZDA) začeli delovati plugi s konjsko vprego. Snežni plug se je hitro razširil tudi v druga mesta, zlasti na področjih z veliko snega.
Prve motorizirane snežne pluge so razvili leta 1913 in so bili nameščeni na tovornjaku ali traktorju.
S popularizacijo motornih vozil samo pluženje ni bilo dovolj za čiščenje snega in ledu s cestišča, zato so se razvili posipalci, ki so uporabljali natrijev klorid za pospešitev taljenja snega. Z uporabo soli pa je nastal problem rjavenja vozil, ki so bila namenjena zimskemu vzdrževanju. Posledično so se vozila posodabljala, uporabljali so se ustreznejši materiali za opremo (aluminij, plastika, steklena vlakna), razviti so bili sistemi za varnost, elektronska oprema in drugo.
Sodobna vozila zimske službe imajo tudi satelitski navigacijski sistem, povezan z nadzornim centrom, kar omogoča vozniku plužnega vozila ali posipalca, da izbere optimalne nastavitve za spreminjajoče se razmere.

## Trajanje zimskega vzdrževanja
Zimske razmere nastopijo takrat, ko je zaradi vremenskih pojavov kot so sneg, poledica, sodra, žled, ipd. lahko ogroženo normalno odvijanje prometa. Uradno se zimska služba vsako leto vzpostavi 15. novembra tekočega leta in traja do 15. marca naslednjega leta, če pa vremenske razmere to narekujejo, pa tudi izven navedenega termina.  V tem času se ceste vzdržujejo skladno z izvedbenim programom, ki ga pripravi pogodbeni izvajalec rednega vzdrževanja. 

## Prevoznost
Prevoznost cest v zimskem obdobju ne pomeni, da so ceste prevozne tako kot v drugih letnih časih. Prevoznost se zagotavlja, ko višina snega na cestah I. in II. prednostnega razreda ne presega 10 cm in na drugih cestah 15 cm, promet pa je možen s predpisano zimsko opremo vozil. V času izredno močnega sneženja, ob močnih zametih in snežnih plazovih prevoznosti cest ni nujno zagotavljati. Podobno velja v primeru poledice, če je zaradi dežja cesta gladka in poledice ni mogoče odpraviti z razpoložljivimi tehničnimi sredstvi.

## Obseg vzdrževalnih del v zimskem času
Redno vzdrževanje cest v zimskem času obsega naslednja opravila:
- pripravljalna dela en mesec pred nastopom zimske službe (izdelava izvedbenega programa zimske službe - načrt cestne mreže z oznakami prednostnih razredov in izhodiščna mesta za izvajanje zimske službe (cestne baze), priprava in razporeditev mehanizacije, postavitev prometne signalizacije in opreme, nabava posipnega materiala, namestitev dopolnilne prometne signalizacije na nevarnih mestih, postavitev snežnih kolov, namestitev naprav in ureditev za zaščito pred snežnimi zameti (palisade ali snežne ograje), usposabljanje in strokovno izobraževanje delavcev za dela zimske službe ter določitev mest za izločanje tovornih vozil);
- nadzor nad stanjem prevoznosti in razmerami na cestah;
- odstranjevanje snega na vozišču in posipanje vozišč;
- pravočasno in redno obveščanje javnosti o stanju in prevoznosti cest ter o voznih razmerah na cestah;
- odstranjevanje dopolnilne prometne signalizacije po končani zimski službi in čiščenje vozišč.

## Zagotavljanje prevoznosti posameznih cest po prioritetah
Ceste so za potrebe zimskega vzdrževanja, skladno s "Pravilnikom o vrstah vzdrževalnih del na javnih cestah in nivoju rednega vzdrževanja javnih cest", razdeljene v šest prednostnih razredov glede na:
- kategorijo ceste,
- gostoto in strukturo prometa,
- geografsko-klimatske razmere in
- krajevne posebnosti.

### Prednostni razredi
- 1.razred: avtoceste in hitre ceste, na katerih mora biti prevoznost zagotovljena 24 ur na dan. Ob sneženju mora biti prevoznost zagotovljena na celotnem vozišču, pomembnejših križanjih, dovozih k večjim parkiriščem, prevozni pa morajo biti tudi odstavni pasovi. Ob močnem sneženju mora biti prevozen vsaj en vozni pas in dovozi k večjim parkiriščem.
- 2.razred: glavne ceste, glavne mestne ceste in pomembnejše regionalne ceste. Ceste morajo biti prevozne med 5. in 22. uro, ob sneženju so med 22. in 5. uro možni do dveurni zastoji.
- 3.razred: ostale regionalne ceste, pomembnejše lokalne ceste, zbirne mestne in krajevne ceste, ki morajo biti prevozne med 5. in 22. uro. Ob sneženju so možni dveurni zastoji predvsem med 20. in 5. uro.
- 4.razred: ostale lokalne ceste, mestne in krajevne ceste. Prevoznost bo praviloma zagotovljena med 7. in 20. uro, vendar so ob sneženju možni krajši zastoji. Ob močnejših snežnih padavinah so možni tudi enodnevni zastoji.
- 5.razred: javne poti, parkirišča in kolesarske povezave, kjer se prevoznost cest zagotavlja ob upoštevanju krajevnih potreb. Ob sneženju so možni enodnevni, ob močnejšem sneženju pa tudi večdnevni zastoji.
- 6.razred: v ta razred so uvrščene ceste, ki so v zimskih razmerah zaprte.

### Posipni materiali
Posipni materiali, ki se uporbljajo v času zimskega vzdrževanja so:
- sol (natrijev klorid), ki se uporablja pri temperaturi do -8C;
- mokro soljenje (mešanica soli in raztopine kalcijevega klorida ali magnezijevega klorida), ki učinkuje do temperature -18C in je namenjeno za preventivno posipavanje, predvsem pa za preprečevanje in odstranjevanje poledice;
- mešanica soli in drobirja, ki se uporablja v izjemnih primerih, ko vremenske razmere in stanje cestišča to narekujejo (žled ali poledenelo vozišče);
- drobir, ki se uporablja le izjemoma v primeru poledenelega vozišča ali strnjenega snega na vozišču. Načeloma se drobir ne uporablja za posipanje avtocest, hitrih in glavnih cest, temveč samo na regionalnih in makadamskih cestah.

### Specialna oprema
Za potrebe zimskega vzdrževanja cest se uporablja naslednja specialna oprema:
- tovorna vozila in specialna vozila (UNIMOG), po možnosti opremljena z GPS napravami,
- pregledniška vozila,
- posipalci (vgrajeni na tovornjak, postavljeni nanj ali vlečni posipalci),
- plugi za tovorna vozila (čelni - klinasti, potisni enostranski in stranski oziroma bočni),
- čelni plugi za specialna vozila,
- priključni in samohodni rezkarji,
- skladišča ter silosi za sol,
- cisterne za CaCl2.

### Odstranjevanje snega
Odstranjevanje snega z vozišč se praviloma opravlja strojno s posebnimi napravami nameščenimi na tovornih ali specialnih vozilih. Način odstranjevanja je odvisen od količine in vrste snega. Pometanje snega s posebnimi jeklenimi krtačami je primerno za suh sneg. Z odrivanjem čistimo sneg s plugi tam, kjer je ob robu vozišča dovolj prostora za odrinjen sneg, količine snega pa so manjše. Vsaka na novo odrinjena količina snega se namreč vtisne v prejšnjo, s tem pa se oža svetla širina vozišča. Z izmetavanjem čistimo sneg na mestih, kjer pride do prevelikega kopičenja snega ob robu vozišča, na premostitvenih objektih in drugih problematičnih mestih. Z rezkanjem odstranjujemo sneg na mestih, kjer odrivanje ali odmetavanje ni možno (visoki zameti, plazovi, predvsem na cestah v visokogorju). In ne nazadnje sneg odtranjujemo z nalaganjem in odvažanjem na tovornjake in to na površinah, kjer ni druge možnosti.

## Pomen težkih tovornih vozil za zimsko službo
Za zimsko službo predstavljajo največjo oviro tovorna vozila s priklopniki in polpriklopniki ter zglobni avtobusi. Zaradi konstrukcijskih značilnosti so najbolj podvrženi zdrsom. Obenem pa jih je zaradi velike dolžine in mase tudi najtežje odstraniti kot oviro na vozišču ali ob njem. Poleg zastojev je tudi oteženo pluženje, saj nastali zastoj predstavlja oviro plužnemu vozilu pri pluženju cest in dostopu do kritičnega mesta.
Za zastoje, ki nastanejo kot rezultat zdrsa tovornega vozila s prikolico na kritičnih klancih zaradi zasneženega vozišča, je potrebno izdelati izračune trajanja zastoja prometa, števila vozil v zastoju, skupne dolžine zastoja in stroškov uporabnikov, ki so udeleženi v zastoj.
Za tovorna vozila s priklopniki in vozila, ki prevažajo nevarne snovi, velja ob sneženju skladno z določili Odredbe o omejitvi prometa na cestah v Republiki Sloveniji (Ur.l. RS št. 38/99 ter sprememba Ur.l. RS št. 62/2009) in Pravilnik o omejitvi uporabe državnih cest za promet tovornih vozil, katerih največja dovoljena masa presega 7,5 ton (Ur.l. RS, št. 84/2007) na vseh slovenskih cestah prepoved vožnje oziroma obvezno izločanje iz prometa. Tovorna vozila se morajo sama izločiti iz prometa, ko se sneg začne oprijemati vozišča.

## Obveščanje javnosti
Obveščanje javnosti o razmerah na cestah v zimskem času so zelo pomembne. Praviloma se obveščanje vrši preko Prometno informacijskega centra za državne ceste, kamor pa so lahko vključeni tudi drugi posamezni sistemi (AMZS, lokalne skupnosti, itd.). Na avtocestah, ki so opremljene s spremenljivo prometno signalizacijo na portalih in polportalih, pa tudi preko teh. 
Obveščajo se tudi mobilni operaterji, kjer so informacije uporabnikom na voljo v obliki SMS sporočil ter na WAP portalu in MMS, sporočila gredo tudi v evropski centralni sistem prometnih informacij - ERIC (European Road Information Centre), iz katerega se informacije on-line prenašajo na druge evropske avtoklube v zaprtem sistemu na podlagi recipročnosti informacij, pa tudi z javljanjem v živo v program pomembnih radijskih in TV hiš.

## Zimska oprema vozil v cestnem prometu
15. novembra do 15. marca naslednjega leta morajo imeti motorna in priklopna vozila v cestnem prometu predpisano zimsko opremo. Predpisano zimsko opremo morajo imeti glede na okoliščine tudi v zimskih razmerah izven tega roka. Na motornih in priklopnih vozilih ne sme biti snega, ledu, vode ali drugih snovi, ki bi lahko vplivale na vozne lastnosti vozila ali ki bi se lahko raztresale ali razlivale z njega. Stekla vozila in vzvratna ogledala morajo biti čista, da je vozniku omogočena normalna vidljivost.

## Informacijska podpora
Da bi se vzdrževalci cest hitro in ustrezno odzivali, jim pomagajo različni informacijski sistemi, ki jim je skupno to, da pridobivajo podatke iz zunanjih virov (cestno-vremenskih postaj, video kamer, hidrometeoroloških služb in GPS naprav vozil, podatke o prometu, konfiguraciji terena in drugih), jih obdelajo v skladu s predvidenimi modeli in predlagajo rešitve. Sistem določi pogoje na cesti in plan izvedbe akcije zimske službe. Gre za večplasten informacijski sistem, ki nudi pregled trenutnih podatkov in napovedi vremena, prometa, pogojev na cesti ter stanja cestne in obcestne infrastrukture.